# Фабрика Енергетика
Фабрика Енергетика је фабрика која је у оквиру ХИП-Петрохемија задужена за производњу и дистрибуцију енергетских флуида. У том смислу је организационо и технолошки припремљена за обављање овог задатка. Фабрика Енергетика се састоји од 9 постројења. У Фабрици је запослено око 90 радника. Фабрика Енергетика осим што снабдева постројења ХИП-Петрохемије АД на локацији Панчево снабдева и следеће потрошаче у суседству:
1. Постројења Рафинерије нафте Панчево (воденом паром високог и средњег притиска)
2. Фабрику ђубрива ХИП-Азотару (деминерализованом водом, паром високог и ниског притиска)

## Постројења Фабрике Енергетика
1. Црпна станица сирове и противпожарне воде
2. Постројење за декарбонизацију воде
3. Постројење за Флокулацију воде
4. Постројење за Филтрацију расхладне воде
5. Компресорска станица инструменталног и процесног ваздуха
6. Станица течног горива
7. Постројење за деминерализацију воде
8. Котларница
9. Међуфабричи цевовод за дистрибуцију енергетских флуида

## Производи Фабрике Енергетика
У својим постројењима Фабрика Енергетика производи и дистрибуира следеће енергетске флуиде:
1. Сирову воду
2. Противпожарну воду
3. Декарбонисану воду
4. Расхладну воду
5. Флокулисану воду
6. Течно котловско гориво (обавља само дистрибуцију, не и производњу)
7. Инструментални ваздух
8. Процесни ваздух
9. Водену пару три нивоа (Ниског, Средњег и Високог)
10. Деминерализовану воду
11. Котловску напојну воду

## Мисија Фабрике Енергетика
Мисија фабрике Енергетика је садржана у обезбеђивању услова за поуздан и беспрекидни рад производних постројења компаније Хип Петрохемија А. Д. Нагласак је на безбедности и раду постројења без прекида. С обзиром на врсту индустрије као и врсте опасних материја које се у њој користе, безбедност људи, животне средине, опреме и процеса производње је увек на првом месту. Рад производних постројења без прекида је основни услов за избегавање инцидентних ситуација у њима.